# Lasioglossum lativalve
Lasioglossum lativalve är en biart som först beskrevs av Warncke 1984.  Lasioglossum lativalve ingår i släktet smalbin, och familjen vägbin. Inga underarter finns listade.